# Lakatos Ferenc Ottó
Lakatos Ferenc Ottó, Lakatos Ottó Ferenc (Kecskemét, 1865. április 6. – Arad, 1942. május 25.) erdélyi minorita rendfőnök, Arad plébánosa, egyházi író.

## Életútja, munkássága
Lakatos József és Máté Anna polgári szülők fia. Középiskoláit szülőhelyén végezte és 1883. szeptember 10-én a minorita rendbe lépett. Nyírbátorban (Szabolcs megye) volt novícius, a római katolikus teológiát az érseki líceumban hallgatta Egerben. 1888. június 26-án áldozópappá szentelték fel. Aradon a leányiskolák hitoktatója volt és megszerezte a középiskolai hittanári oklevelet. Előbb főgimnáziumi tanár volt 1889-től Nagybányán, minorita rendfőnök (1907–18), majd Arad város plébánosa 1918-tól haláláig. 1895-től a rendjében létező paduai Szent Antalról nevezett őrség őre volt. A Mosoczi- és Káda-telepen templomot építtetett. 1925 májusától házfőnök volt Nagyenyeden, s ugyanitt plébános. 1927-ben visszatért Aradra, majd 1939 és 1941 között az erdélyi rendtartomány főnöke volt.
A Nagybányai Múzeum Egylet és a Városi Múzeum alapítója; érdemeket szerzett a szilágysomlyói és nagybányai középiskolák fejlesztésében. Egyházi tárgyú írásait napilapok, folyóiratok közölték, Szent Benedekről szóló tanulmánya a minoriták aradi könyvtárának elhurcolása (1948) óta ismeretlen helyen.

## Munkája
- Szent beszédek (Exhortatiók). A tanév minden vasárnapjára. A legjelesebb német exhortátorok műveiből ford. Nagybánya, 1895 (ism. M. Állam 245. sz.)